# Loïc Van Impe
Loïc Van Impe (10 september 1993) is een Belgische televisiekok.

## Carrière
Van Impe is aan het RITCS te Brussel opgeleid tot videomonteur en ging werken bij Medialaan. Hij deed in 2013 mee aan The taste, een televisiewedstrijd van VTM voor amateurkoks. Hij maakte kookvlogs als Kotfood voor studenten.
In 2017 gaf Van Impe zijn eerste kookboek uit: Loïc. Een jaar later volgde Snel klaar. Zijn derde kookboek, Zot van koken, verscheen in 2020. 
In 2019 en 2020 presenteerde hij het kookprogramma Zot van koken op de zender VTM. Voor de zender RTL TVI maakte hij de Franstalige versie van het programma: Fou de Cuisine. In april 2021 startte hij bij VTM met het kookprogramma Loïc tussen 2 vuren.
In 2020, 2021 en 2023 nam Loïc deel aan Snackmasters op VTM. 
In 2022 nam hij deel aan De Verraders op VTM, hij was één van de drie verraders. Hij nam dat jaar ook deel aan Spartacus Run. In 2023 presenteerde hij een spin-off van De Verraders op VTM GO getiteld Het Uur van de Waarheid waar hij de verbannen en vermoorde bondgenoot/verrader ontvangt, eten voor klaarmaakt en vertelt wie de drie verraders zijn. Ook was hij in de tweede aflevering te zien van De Verraders: De Ronde Tafel.
In 2024 nam Loïc deel aan Special Forces - Wie durft wint seizoen 2 op VTM. Hij was de enige overblijver op het einde.

## Televisie
- The Big Bang (2023) - als zichzelf samen met Klaasje Meijer
- De Verraders: De Ronde Tafel (2023) - als zichzelf
- Het Uur van de Waarheid (2023) - als presentator/kok
- Code van Coppens (2023) - als kandidaat samen met Kim Van Oncen
- Echte Verhalen: De Buurtpolitie VIPS (2023) - als zichzelf
- De Verraders (2022) - als verrader
- Spartacus Run (2022) - als zichzelf
- Loïc tussen 2 Vuren (2020-2023) - als kok
- Snackmasters (2020, 2021, 2023) - als kandidaat
- Zot van Koken (2019-2020) - als kok
- Special Forces: Wie durft wint (2024) - als kandidaat